# Botswana
Botswana, hivatalos nevén Botswanai Köztársaság (régebbi magyar neve Becsuánaföld) (angolul: Republic of Botswana), a dél-afrikai régió belsejében fekszik, tengerpartja nincs. Az ország a Kalahári-medencében helyezkedik el, a területének nagy részét a Kalahári sivatag foglalja el. Délen a Dél-afrikai Köztársaság, nyugaton Namíbia, északon Zambia, északkeleten pedig Zimbabwe határolja. Fővárosa és legnagyobb városa Gaborone. 581 730 km² területével és 2,3 milliós lakosságával egyike a legkevésbé sűrűn lakott országoknak. A hivatalos nyelve az angol, a nemzeti nyelv a niger-kongói nyelvcsalád benue-kongói csoportjába tartozó cvána, amely a többségi cvána etnikum nyelve. Legmagasabb pontja az 1489 m magas Tsodilo Hills, a leghosszabb folyója az Okavango, amely a Kalahári sivatag lefolyástalan területére torkollik megalkotva a világ legnagyobb szárazföldi deltatorkolatát, az Okavango-deltát.
Botswana területe már 400 000 évvel ezelőtt is lakott volt, 200 000 éve jelent meg a homo sapiens. Eredetileg a szanok és koikoik folytattak vadászó-gyűjtögető életmódot. Az első általános választójogú választáson még a Becsuánaföldi Protektorátusban 1965. március 1-én a Botswanai Demokratikus Párt nyert, vele Seretse Khama, aki a miniszterelnök lett, Botswana függetlenségének 1966. október 30-ai kikiáltása után pedig elnökként szolgált. Az első választás óta folyamatosan a Botswanai Demokrata Párt a kormánypárt. Az ország elnöke Mokgweetsi Masisi 2018 óta.
Botswana tagja az Afrikai Uniónak, az Egyesült Nemzetek Szervezetének, a Dél-afrikai Fejlesztési Közösségnek és a Nemzetközösségnek. Függetlensége kikiáltásakor a világ legszegényebb országai közé tartozott, de a gyémántkészletének és a politikai stabilitásának köszönhetően a világ leggyorsabban növekvő gazdasága volt 1966 és 1989 között évi 9%-os növekedéssel. A gazdasága főként a bányászaton, az állattenyésztésen és a turizmuson alapul. Legfontosabb exportcikke a gyémánt, nikkel, arany és réz. A magas emberi fejlettségű országok közé tartozik, az egyik legmagasabb az emberi fejlettségi indexe Afrikában. A Transparency International 2018-as korrupcióérzékelési indexe szerint a világon a 34. helyet foglalja el, ezzel a legkevésbé korrupt ország Afrikában. Az országban a harmadik legnagyobb a HIV fertőzöttség a világon, a felnőtt lakosság 20%-a fertőzött.

## Etimológia
A Botswana név a "cvána nép országa" vagy a "cvánák földje" jelentésű. A név a domináns etnikai csoportra, a cvánákra  utal. A "Botswana" kifejezésben a "bo-" előtag "földet" vagy "országot" jelent, míg a "tswana" (cvána) a nép neve, amely a bantuk déli csoportjához tartozik. 

## Földrajz

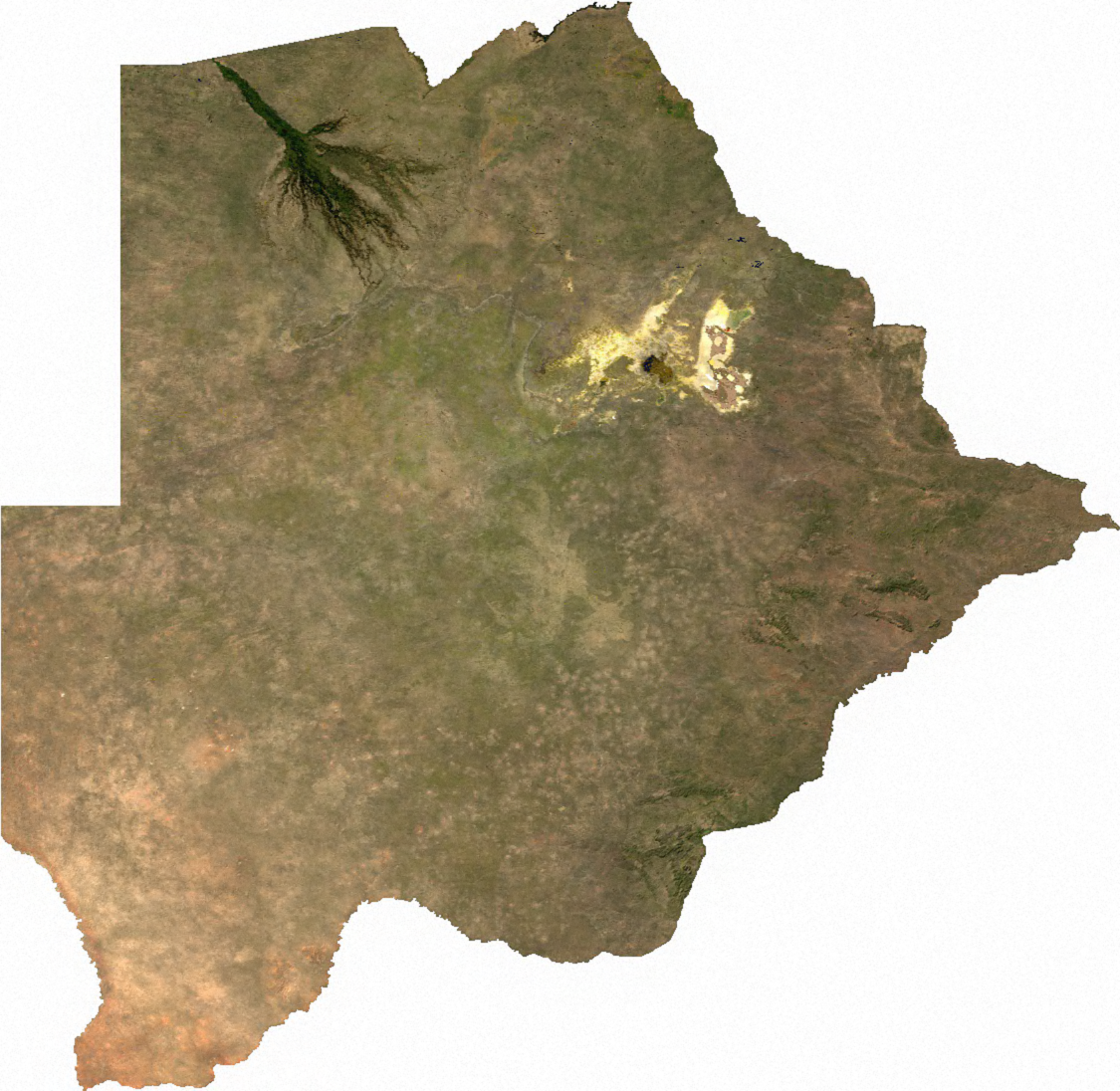
Műholdas kép

### Domborzat
Területének kb. 80%-át a Kalahári-medence foglalja el. Nagy része magasföldi síkság. Legmagasabb pontja a Tsodilo Hills (1489 m).

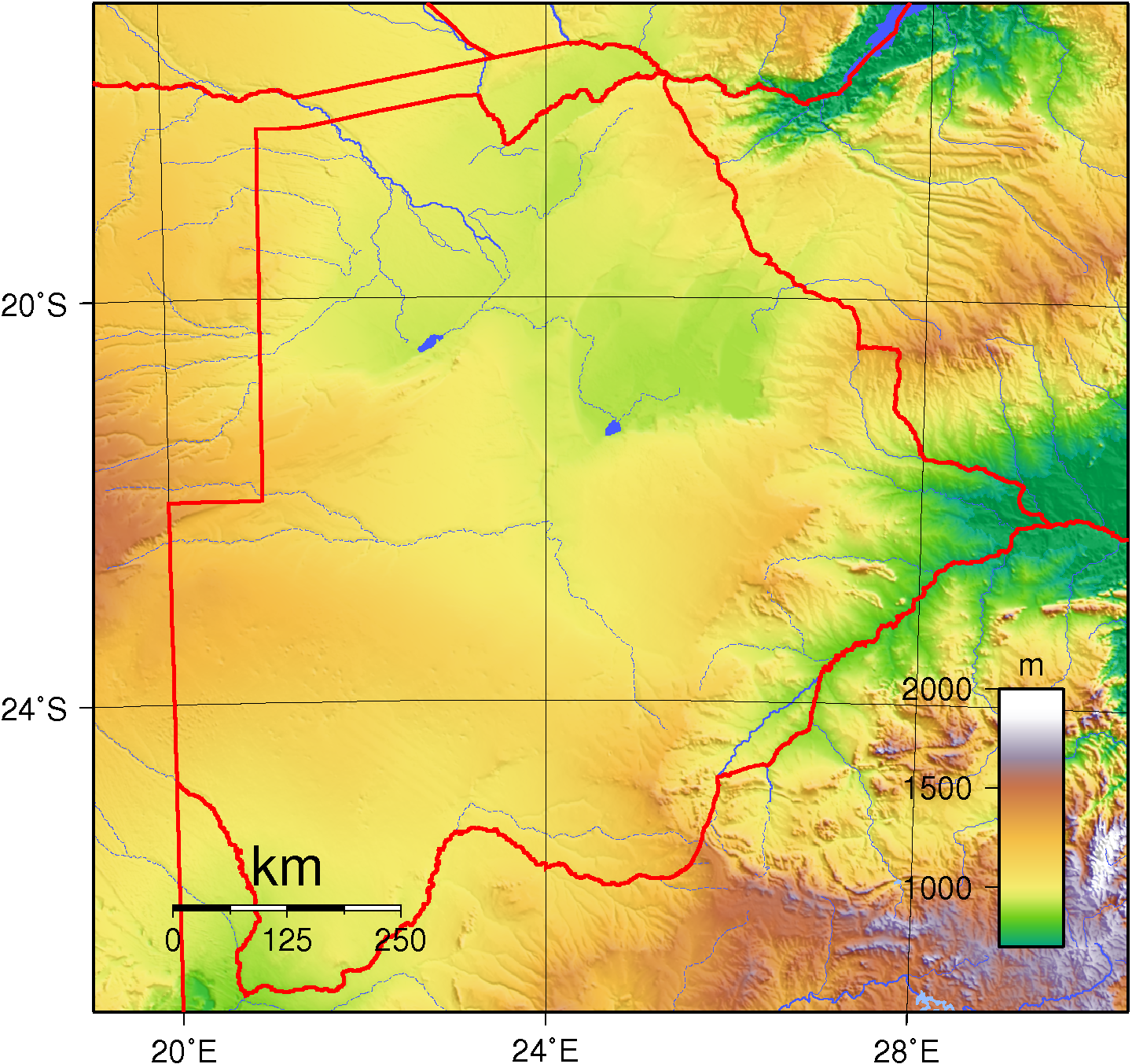
Domborzati térkép
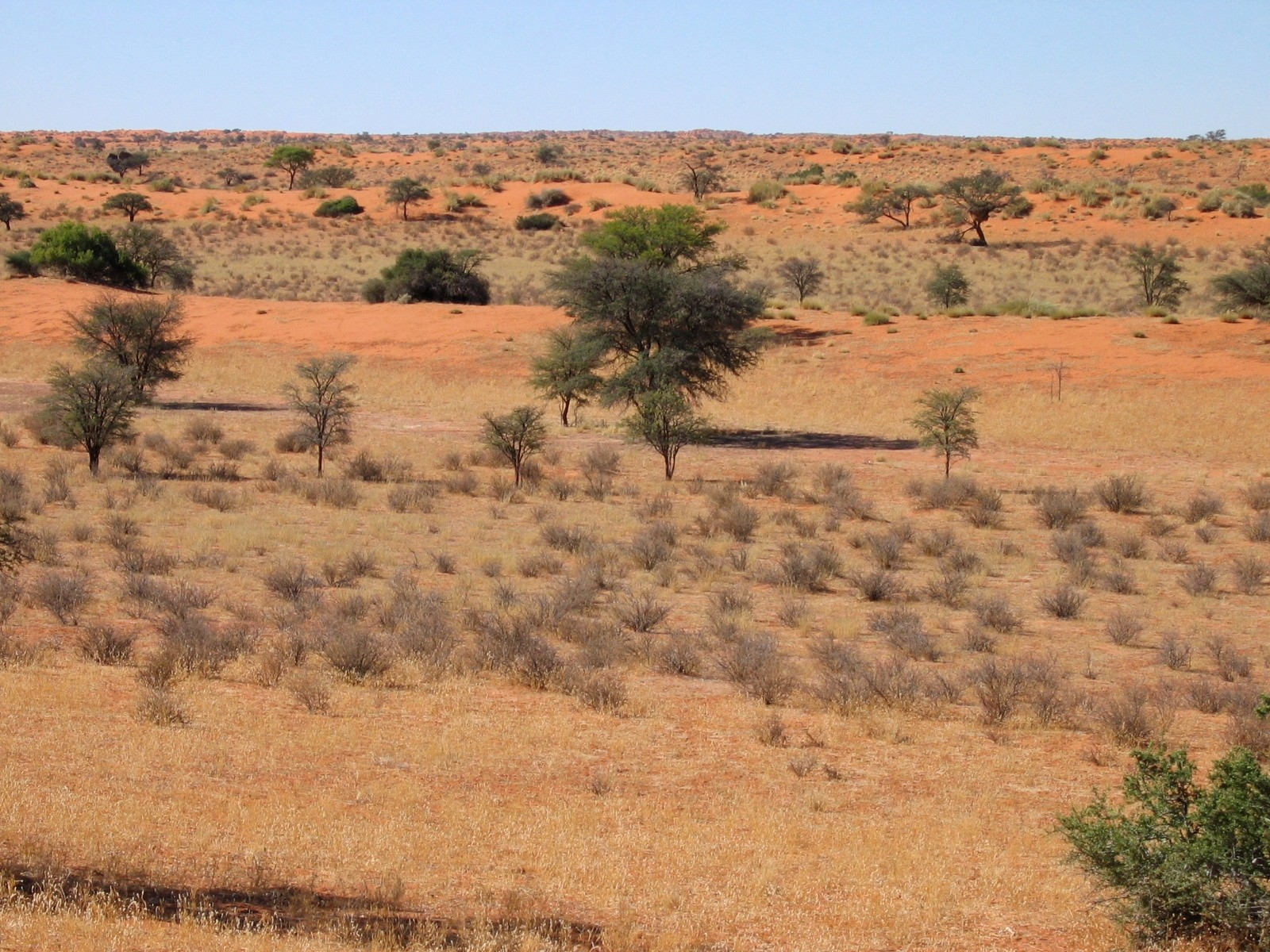
A Kalahári-sivatag képe
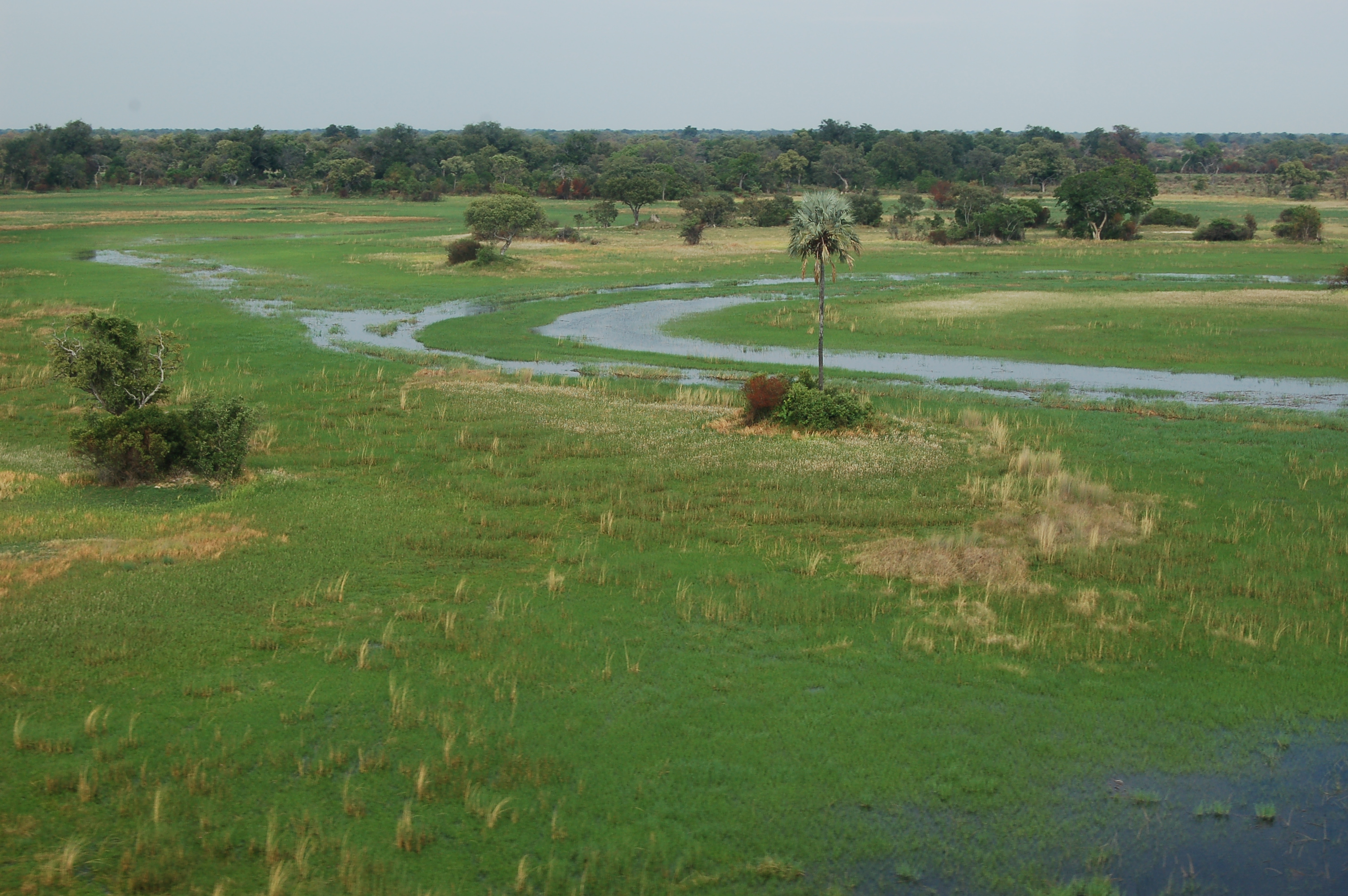
Okavango-delta

### Vízrajz
Az ország déli részére nagyon kevés csapadék jut, ezt a részt a Kalahári (Kgalagadi) foglalja el. Nagy folyók az ország északi és keleti felén találhatók: az Okavango, a Limpopo és a Chobe folyók. Ezen a területen alakult ki a nagy területet elfoglaló Okavango-delta mocsárvilága. Itt nagy veszélyt jelent a malária, mind az őslakosok, mind a beutazók számára. Északkeleten a sós talajú Makarikari-medence, s benne a Makgadikgadi mocsár található. Az Okavango egyik mellékága táplálja a Ngami-tavat.

### Éghajlat
A lefolyástalan Dél-afrikai fennsíkon fekszik (kb. 1000 m tengerszint feletti magasságban), ami jelentősen befolyásolja éghajlatát, ami a sivatagitól a szubtrópusiig változik. A nyári évszak októbertől márciusig tart, míg a téli évszak májustól szeptemberig. Ilyenkor a hőmérséklet rendszeresen meghaladja a 35 °C-ot. Az esők december és február közt érkeznek, főként heves, viharos záporok formájában. Az éves átlagos csapadékmennyiség délen 250 mm, északon 700 mm, de a Kalaháriban gyakori az akár évekig is eltartó aszályos időszak.

Éghajlati térkép Köppen osztályozásán (angol)
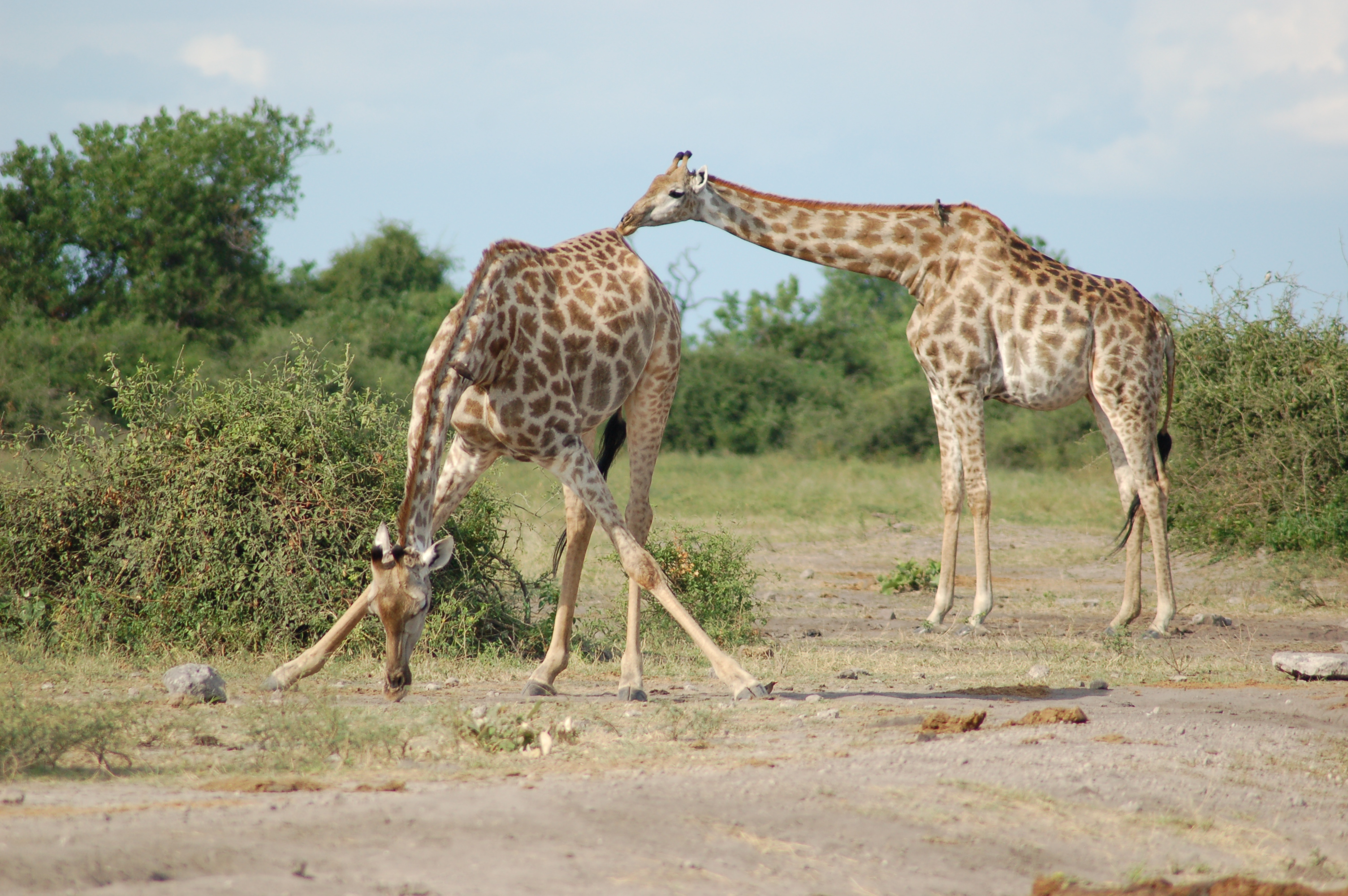
Zsiráfok a Chobe Nemzeti Parkban
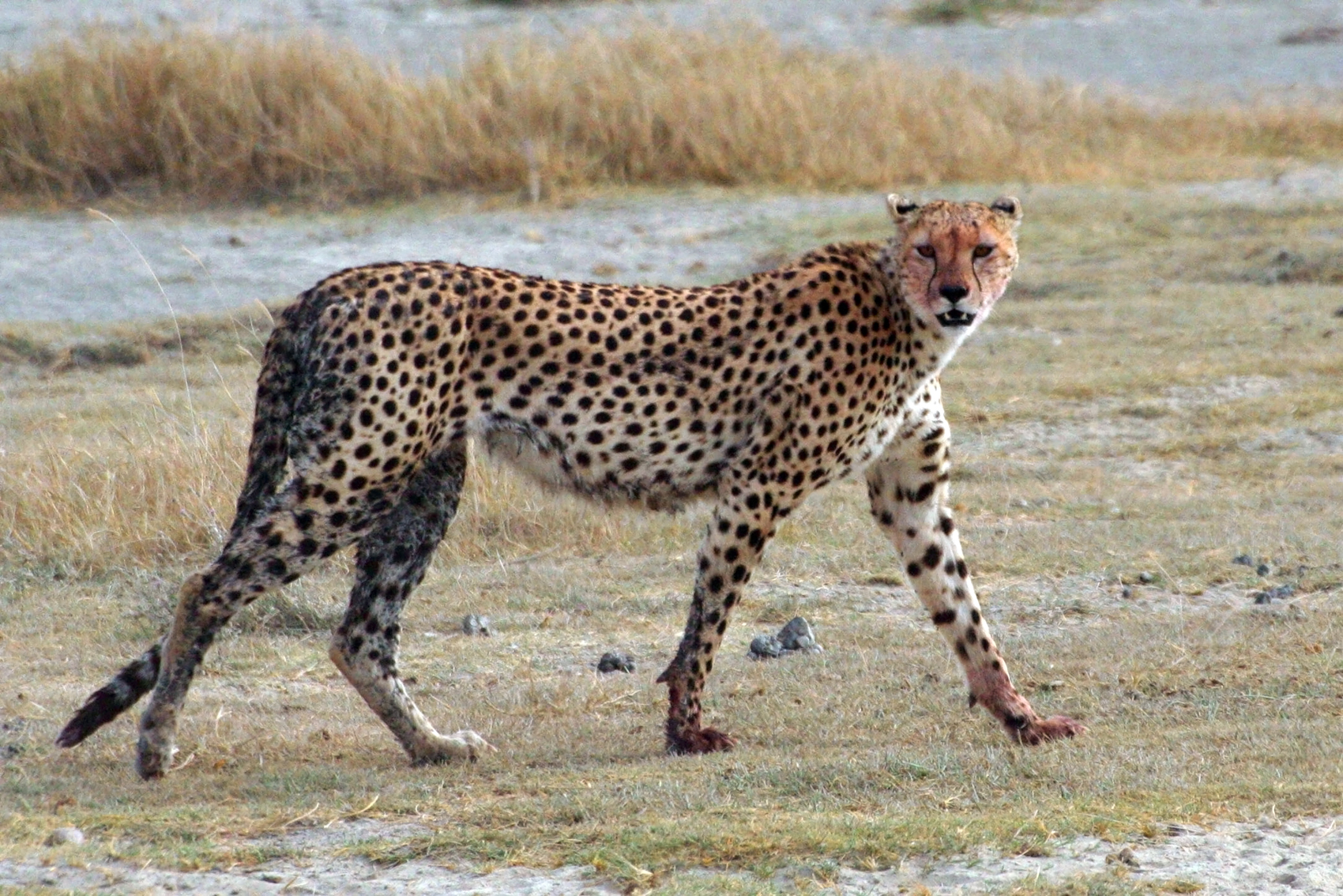
Gepárd
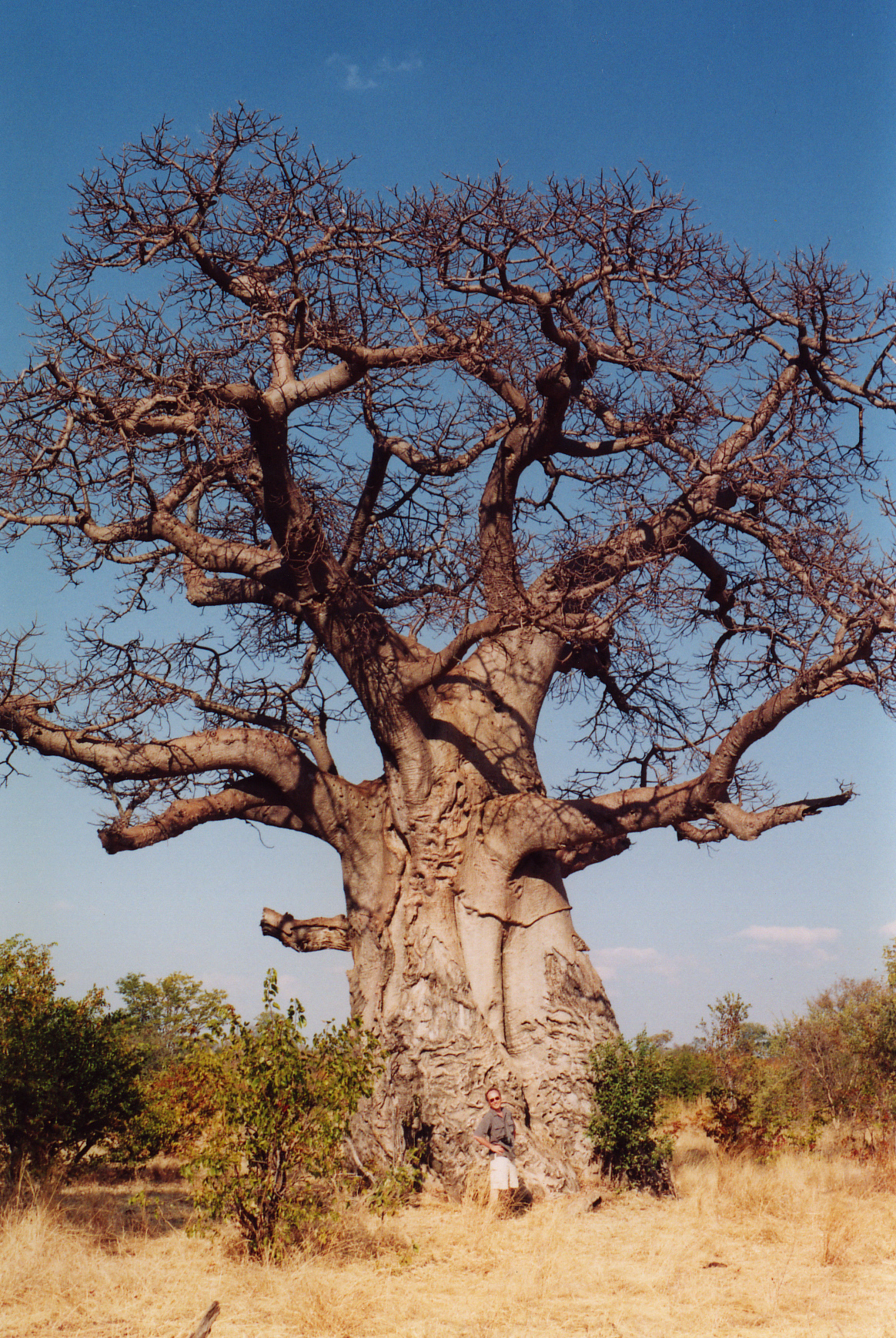
Baobab-fa (Adansonia digitata)

### Élővilág, természetvédelem
A növényzet is szoros összefüggést mutat a csapadék mennyiségével. Az ország 90%-án található szavanna. Igazi erdők csak a Chobe folyó partjain találhatók, az ország északi felén. Az állatvilág igen széles palettáját nyújtja a fajoknak. Az Afrikára jellemző nagyvadak mind megtalálhatóak itt is. 164 emlős, 157 hüllő, 80 hal és 550 madárfajt regisztráltak a területen. A leginkább előforduló állatok: a transzváli oroszlán, a gepárd, a leopárd, a feketelábú macska, az ezüsthátú róka, a lapátfülű róka, az erdei petymeg, a rókamanguszta, az egyiptomi mongúz, a szurikáta, az afrikai elefánt, a keskenyszájú orrszarvú, a nílusi víziló, a zsiráf, a szitutunga, a bongó, a gyűrűsfarkú víziantilop, a puku mocsáriantilop, az impala, a nyársas antilop, a pusztai bóbitásantilop, az ugrónyúl, valamint a vakondpatkány.

#### Nemzeti parkjai
Az ország területének 17%-át foglalják el a nemzeti parkok és állatparkok. Ezenkívül még további 20%-ra tehető a vadvilág megőrzésére használt területek aránya. A botswanai kormány bevételekre tesz szert vadászengedélyek kiadásából külföldi turisták számára ezeken a területeken, ezek betartását szigorúan ellenőrzik.

#### Természeti világörökségei
Az UNESCO világörökség-listáján jelenleg két botswanai terület van: Tsodilo, melynek sziklafestményekkel díszített dombjait vallási és spirituális jelentőségük miatt vették fel a listára 2001-ben, valamint az Okavango-delta (2014).

## Történelem

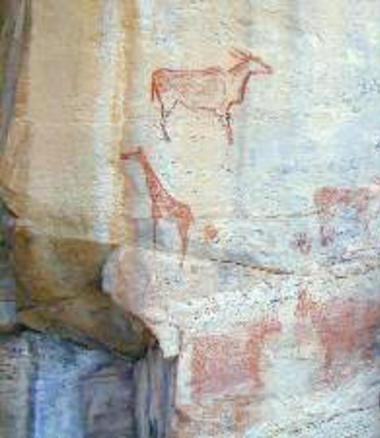
A történelem előtti sziklarajzok Tsodilóban, ami a világörökség része

A Becsuánaföldi protektorátus 1885-ben

A bacvana (egyes számban mocvana) szót ma Botswana lakosainak megnevezésére használják, régebben egy pásztorkodó népcsoport neve volt (cvana).
A 19. század végén viszály tört ki a shona és a Kalahári-sivatagból a területükre vándorló ndebele törzsek között. A konfliktus a Transvaal búr telepeseire is kiterjedt. III. Khama botswanai király a britekhez fordult segítségért, akik 1885. március 31-én Becsuánaföld néven protektorátussá nyilvánították a területet. Később a déli terület a Fokváros központú Cape Colonyhoz került és napjainkban a Dél-afrikai Köztársaság része, az északi terület pedig megmaradt Becsuánaföldi Protektorátusnak, s ebből jött létre a mai Botswana.
Amikor 1910-ben létrejött a Dél-afrikai Unió a Brit Birodalom főbb gyarmataiból, Becsuánaföld (ill. a mai Lesotho és Szváziföld) nem vált a részévé, bár tervbe vették későbbi csatlakozásukat – a kormány azonban halogatta a döntést, és a National Party hatalomra jutásakor (1948) az egyesülés elvi lehetősége is megszűnt.
A brit hatóság kiterjesztése és a törzsi kormányzat erősödése miatt az 1920-as években az afrikaiakat és az európaiakat képviselő tanácsadó testület is segítette a terület irányítását. 1934-ben elismerték a törzsi törvényeket. 1951-ben közös európai-afrikai tanács jött létre, mely az 1961-es alkotmányban törvényhozói jogkört kapott.

### Függetlenség
1964 júniusában Nagy-Britannia elismerte Botswana önrendelkezési jogát. A kormányzat székhelyét a dél-afrikai Mahikengből az akkor alapított Gaborone-ba helyezték át (1965). Az 1965-ös alkotmány alapján megtartották az első általános választásokat, és 1966. szeptember 30-án kikiáltották a függetlenséget. Seretse Khama, a függetlenségi mozgalom egyik vezetője és a ngwato törzs főnöki címének jogos örököse lett az első köztársasági elnök, s 1980-ban bekövetkezett haláláig ő töltötte be a tisztet (kétszer választották újra). Utódja az alelnök, Ketumile Masire három alkalommal is győzött a választásokon, végül 1998-ban vonult vissza. A következő elnök, Festus Mogae előbb szintén alelnökként került a posztra, majd megnyerte az 1999-es és a 2004-es választásokat. 2008-ban az első elnök Sir Seretse Khama elsőszülött fia, Ian Khama lett az elnök.

## Államszervezet és közigazgatás

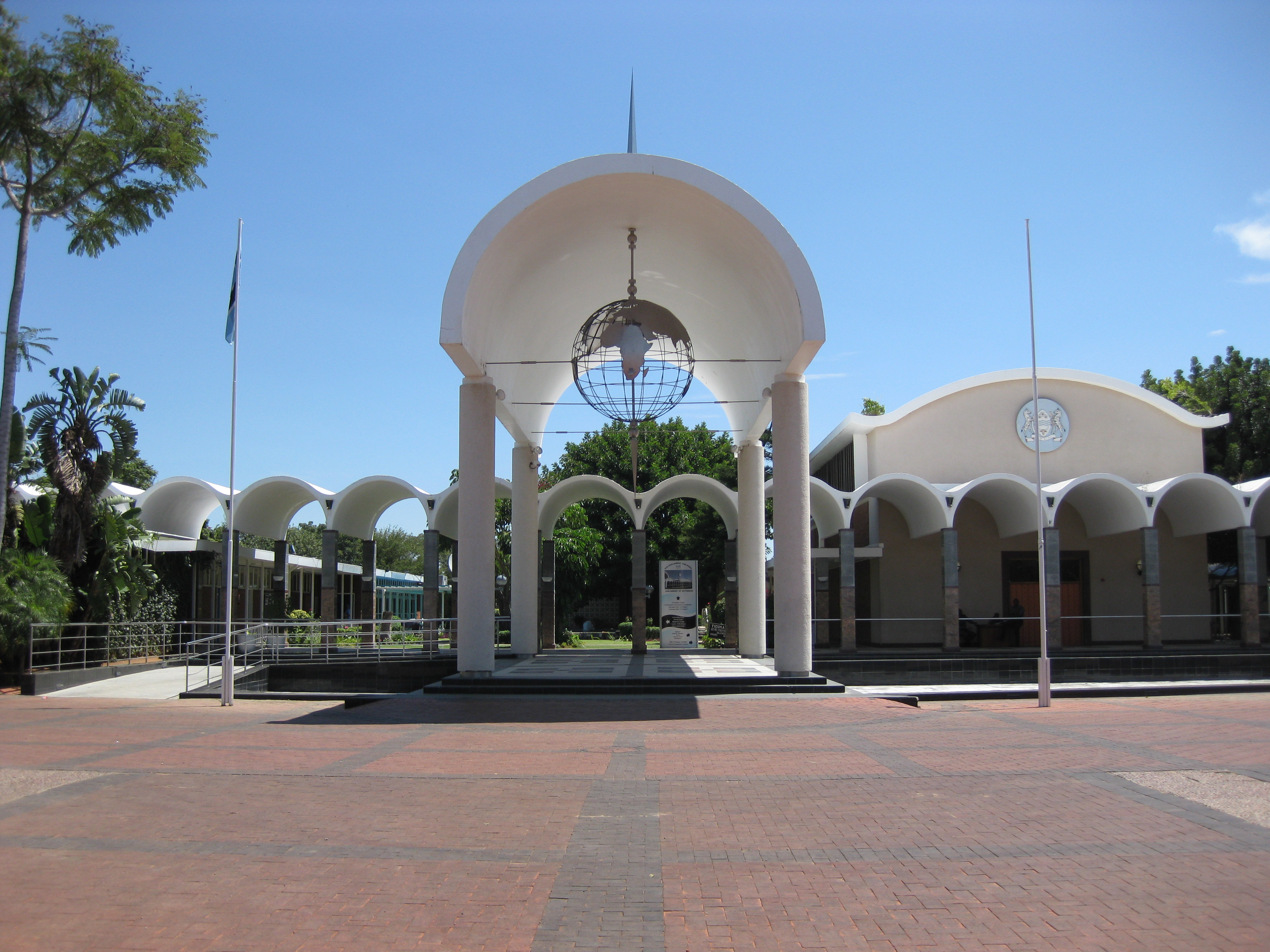
Az ország parlamentjének épületei, Gaborone

### Alkotmány, államforma
Parlamentáris köztársaság az államformája. Az ország alkotmánya, melyet 1987-ben módosítottak, 1966. szeptember 30-án lépett hatályba. A 36 tagú nemzetgyűlés tagjait 5 évre választják meg. Az ország államfőjének mandátuma 4 évre szól. Botswana jogállam, a jogrendszer a római jogra épül.

### Törvényhozás, végrehajtás, igazságszolgáltatás
A nemzetgyűlés 30 tagját az általános választójog alapján választják, 4 tagot az államelnök nevez ki, az államelnök és a legfőbb ügyész tisztségénél fogva tagja a testületnek. A parlament által választott államfő az államelnök, aki a hadsereg főparancsnoka és a végrehajtó hatalom (kormány) vezetője is egyben. A kabinet tagjai a parlamentnek felelősek, de az államfő nevezi ki őket. Létezik még a 15 tagú Főnökök Háza (mint felsőház), melynek hivatalból tagja a nyolc legjelentősebb törzs törzsfőnöke. Bár a Főnökök Házának nincsen vétójoga, meghatározott ügyekben jóváhagyás végett az államfőnek hozzájuk kell fordulnia. Az elnök különleges jogköre, hogy hat hónapra elhalaszthatja a törvényhozást.
Az igazságszolgáltatás szervezete háromszintű: a legalsó szint a békebíróságok, a középső a Fellebbezési Bíróság és a felső szint a Felsőbíróság.
Az országban még mindig van halálbüntetés, amit gyilkosságok elkövetőire szabnak ki, amely ellen sorozatosan kampányolnak, hivatkozva arra, hogy 2018 óta már 40 afrikai országban felhagytak ezzel.

### Politikai pártok
Az ország többpártrendszerű állam. A kormánypárt jelenleg [mikor?] a Botswanai Demokratikus Párt (BDP). Ellenzéki pártok: Botswana People's Party (BPP), Botswana National Front (BNF).

### Közigazgatási felosztás
Botswana közigazgatási területi felosztásának két szintje van, területi szinten a legnagyobb egység a kerület, amelynek az alegysége az alkerület. Az ország területe 10 kerületre és 7 városi közigazgatási területre, városi tanácsokra van beosztva.

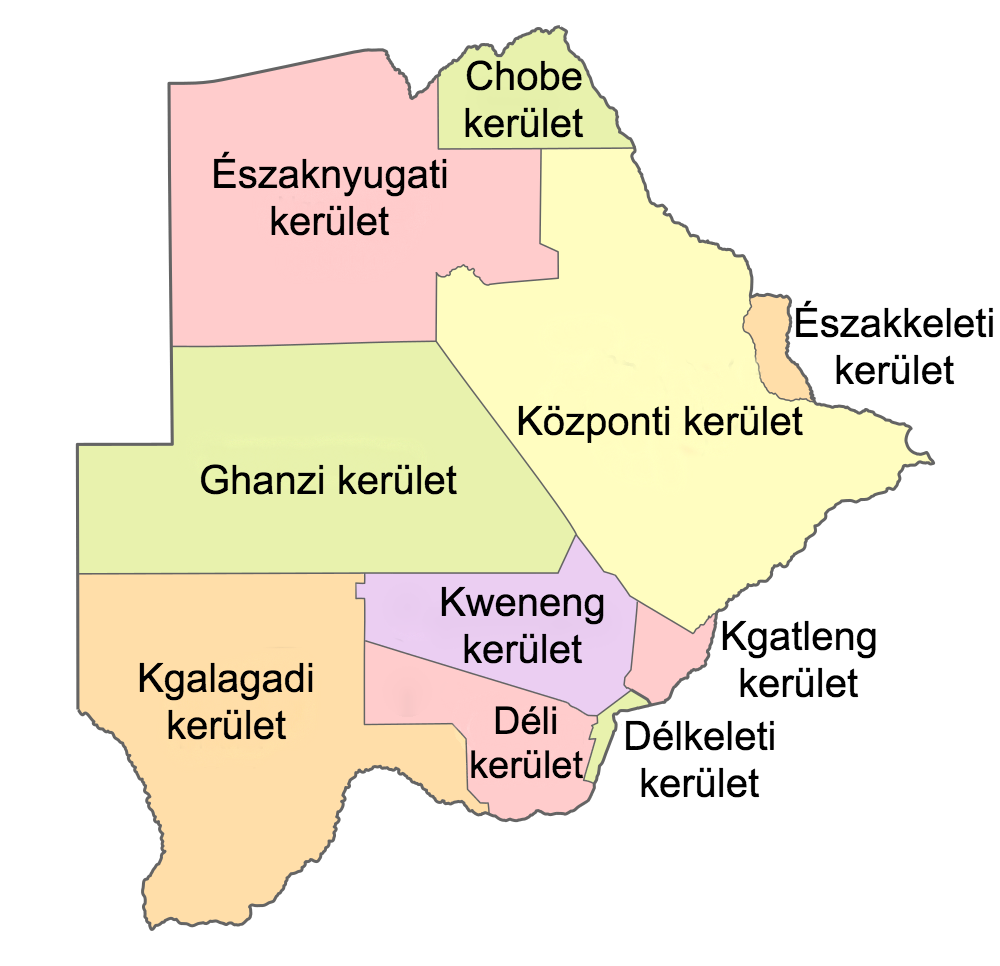
Botswana kerületei

| Kerület                     | Főváros       | Népesség (fő) | Terület (km2) |
| --------------------------- | ------------- | ------------- | ------------- |
| Chobe kerület               | Kasane        | 23 347        | 20 800        |
| Déli kerület                | Kanye         | 197 767       | 28 470        |
| Délkeleti kerület           | Ramotswa      | 85 014        | 1780          |
| Északkeleti kerület         | Francistown   | 60 264        | 5120          |
| Északnyugati kerület        | Maun          | 152 284       | 109 130       |
| Francistown Városa          | Francistown   | 98 961        | 79            |
| Gaborone Városi Tanács      | Gaborone      | 231 592       | 169           |
| Ghanzi kerület              | Ghanzi        | 43 095        | 117 910       |
| Jwaneng Városi Tanács       | Jwaneng       | 18 008        | 100           |
| Kgaladadi kerület           | Tsabong       | 50 752        | 105 200       |
| Kgatleng kerület            | Mochudi       | 91 660        | 7960          |
| Központi kerület            | Serowe        | 576 064       | 142 076       |
| Kweneng kerület             | Molepolole    | 304 549       | 31 100        |
| Lobatse Városi Tanács       | Lobatse       | 29 007        | 42            |
| Orapa Városi Tanács         | Orapa         | 9531          | 17            |
| Selebi-Phikwe Városi Tanács | Selebi-Phikwe | 49 411        | 50            |
| Sowa Városi Tanács          | Sowa          | 3598          | 159           |

### Külkapcsolatok

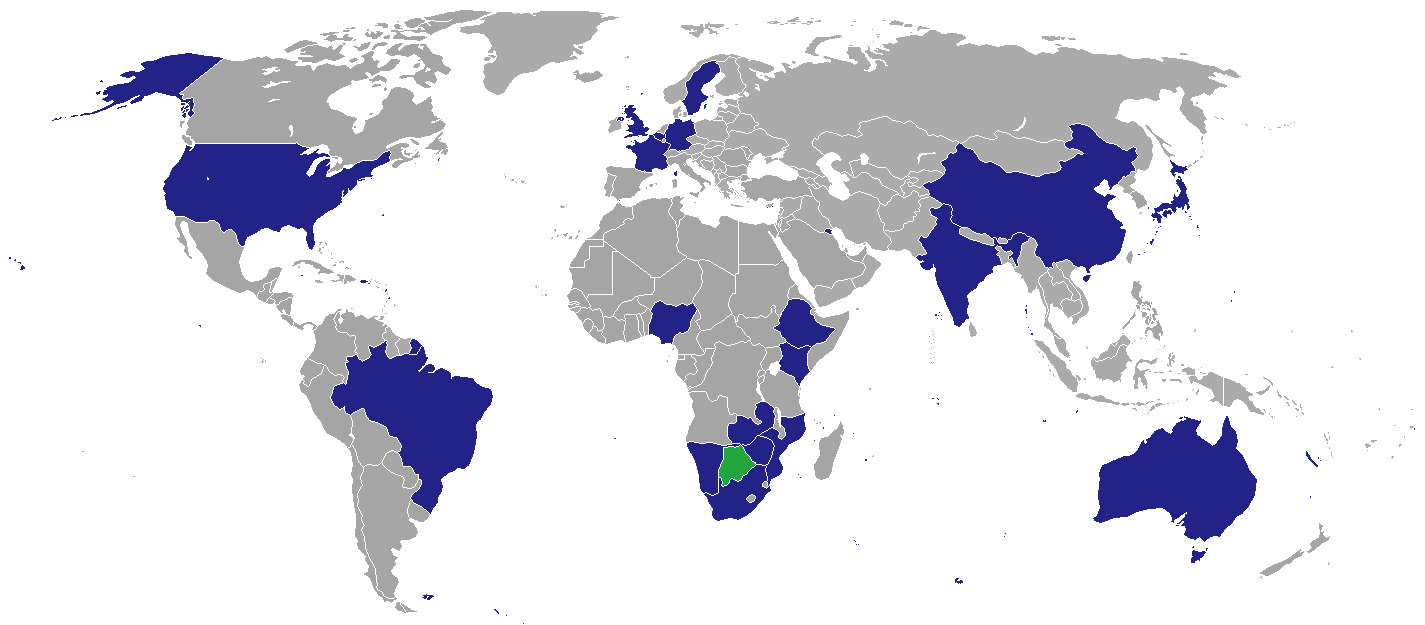
Botswana diplomáciai külképviseletei

19 országnak van botswanai külképviselete, továbbá az Európai Uniónak és az Egyesült Nemzetek Szervezetének. Az ország a Nemzetközösség tagja.

### Védelmi rendszer
Az 1000 fős rendőrséggel együtt a fegyveres erők létszáma 4250 fő. A katonaság öt lövész-zászlóaljból áll. Fegyverzete: 50 páncélozott szállító harcjármű, 30 könnyű repülőeszköz és irányított páncéltörő rakétaeszköz.

## Demográfia
| Lakosok száma | 524 173 | 613 097 | 740 118 | 924 373 | 1 146 205 | 1 424 513 | 1 657 349 | 1 832 602 | 1 951 715 | 2 480 244 |
|               | 1960    | 1966    | 1972    | 1978    | 1984      | 1991      | 1997      | 2003      | 2009      | 2023      |

Botswana népességének növekedése a 60-as évektől kezdve

A lakosság nagy többsége délkeleten él, itt a népsűrűség eléri a 15 fő/km²-t. 

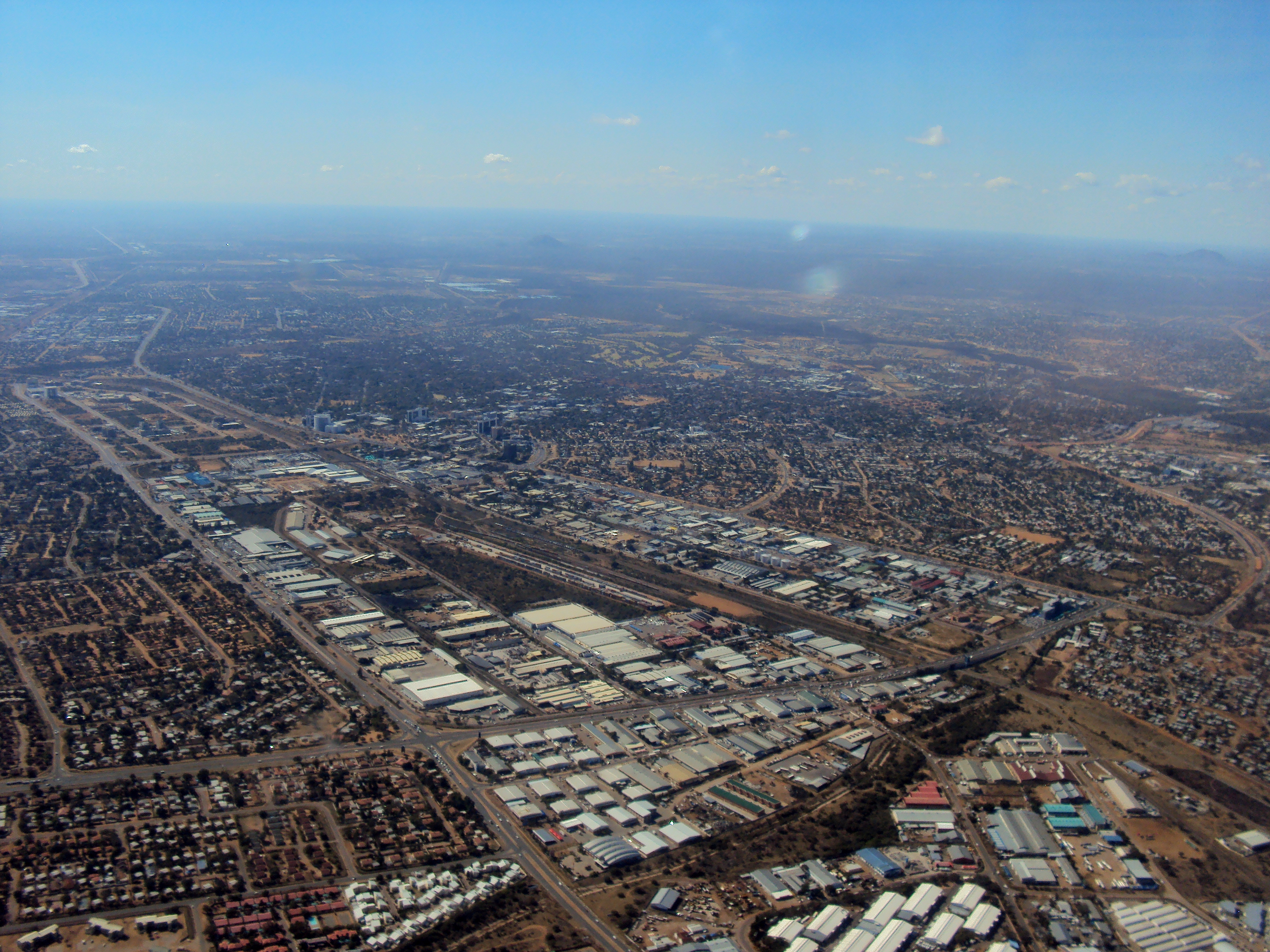
Gaborone, a főváros a magasból nézve
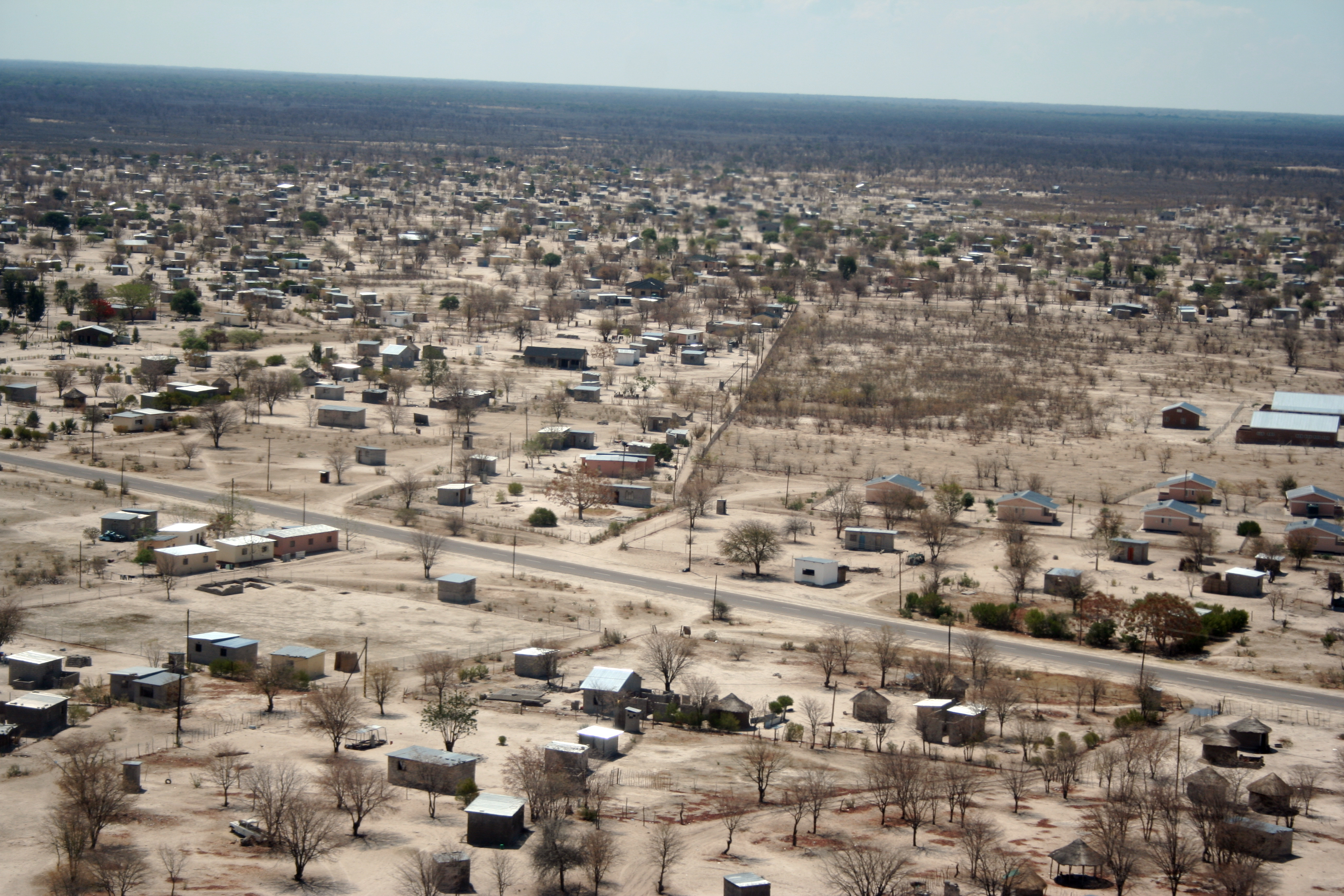
Maun külvárosa
Egy busman (szanok) vadászaton

### Legnépesebb települések
| Kép         | Rang | Város        | Kerület      | Népesség | Rang | Város         | Kerület       | Népesség | Kép        |
| ----------- | ---- | ------------ | ------------ | -------- | ---- | ------------- | ------------- | -------- | ---------- |
| Gaborone    | 1.   | Gaborone     | Gaborone     | 246 325  | 11.  | Kanye         | Déli          | 48 028   | Molepolole |
| Gaborone    | 2.   | Francistown  | Francistown  | 103 417  | 12.  | Selibe Phikwe | Selibe Phikwe | 42 488   | Molepolole |
| Gaborone    | 3.   | Mogoditshane | Kweneng      | 88 004   | 13.  | Letlhakane    | Központi      | 36 404   | Molepolole |
| Gaborone    | 4.   | Maun         | Északnyugati | 85 350   | 14.  | Ramotswa      | Délkeleti     | 33 271   | Molepolole |
| Gaborone    | 5.   | Molepolole   | Kweneng      | 74 861   | 15.  | Lobatse       | Lobatse       | 29 772   | Molepolole |
| Francistown | 6.   | Serowe       | Központi     | 55 676   | 16.  | Thamaga       | Kweneng       | 25 300   | Maun       |
| Francistown | 7.   | Tlokweng     | Délkeleti    | 55 508   | 17.  | Mmopane       | Kweneng       | 25 460   | Maun       |
| Francistown | 8.   | Palapye      | Központi     | 52 636   | 18.  | Moshupa       | Déli          | 23 858   | Maun       |
| Francistown | 9.   | Mochudi      | Kgatleng     | 50 321   | 19.  | Tonota        | Központi      | 23 296   | Maun       |
| Francistown | 10.  | Mahalapye    | Központi     | 48 431   | 20.  | Bobonong      | Központi      | 21 216   | Maun       |

### Etnikai, nyelvi megoszlás
A lakosság döntő részét a bantukhoz tartozó cvána  nép alkotja, akikről az ország a nevét is kapta. Ezt a népet nyolc alcsoport alkotja. Ezek közül a ngvato vagy bamangvato a legnagyobb: ők teszik ki a lakosság 38%-át. A többi törzs neve: kvena, ngvaketsze, tavana, kgatla, lete, rolong és tlokva. A nagyrészt ősi életmódot folytató szanok létszáma 2017-ben közel 63 500 volt, ezzel ebben az országban alkották a lakosság legmagasabb arányát 2,8%-kal.
Az ország hivatalos nyelve az angol, de a cvána nyelvet országszerte beszélik.

### Vallási megoszlás
A 2022-es népszámlálás alapján a lakosság 86,5%-a keresztény (többsége protestáns), 7,1%-a vallástalan, 4,6%-a követi az afrikai hagyományos vallásokat. Elenyésző része (0,6%-a) muszlim és (0,2%-a) hindu.

### Szociális rendszer
Az egészségügyi ellátás sokak számára elérhető a mozgó kórházak révén. A legnagyobb problémát a tbc, a gyomor- és bélrendszeri megbetegedések és az alultápláltság jelenti, továbbá a HIV fertőzés, ami a világon itt az egyik legmagasabb. 
2003-as adatok szerint a lakosság kb. 37,8%-a HIV-fertőzött.

## Gazdaság
Botswana nemzeti valutája a pula. 1 pula = 100 thebe.

### Általános adatok

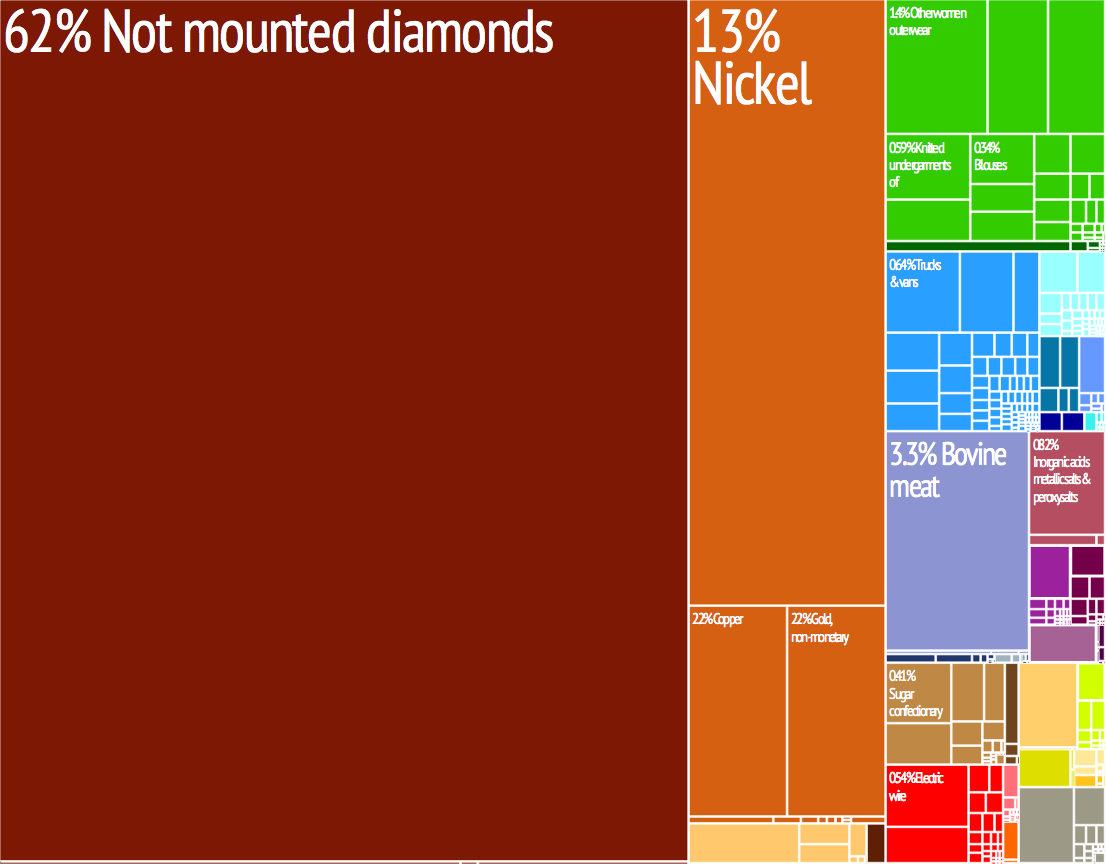
Botswana exportjának megoszlása

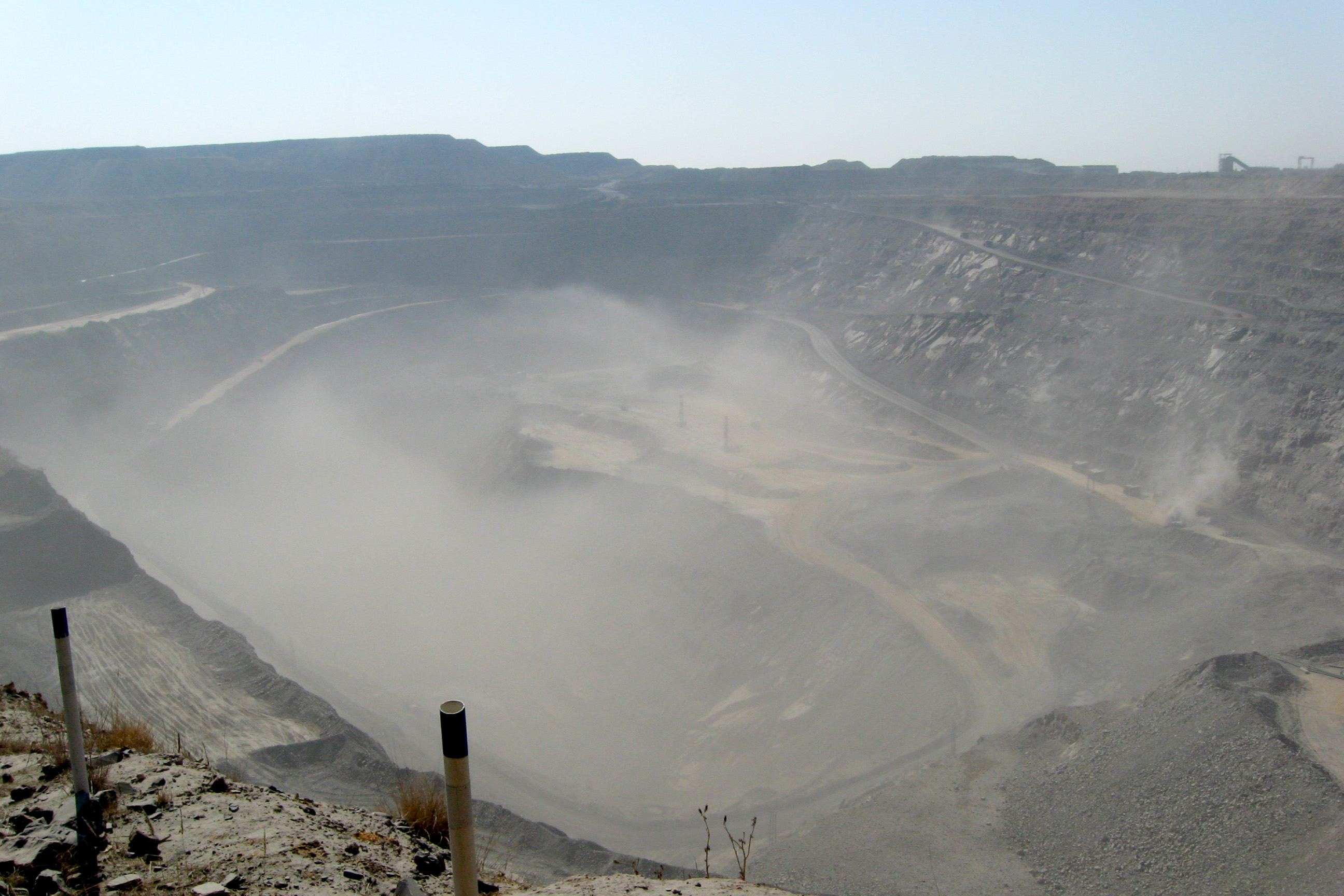
Gyémánt-bánya (Jwaneng) területe

Gazdasága: agrár-ipari ország. Függetlenné válása óta Botswana gazdasága produkálta a legnagyobb átlagos növekedést a világon: 1966–1999 között 9%-ot. A teljesítmény főként a gyémántbányászatnak, a megfelelő pénzügyi irányelveknek, a nemzetközi közösség anyagi és technikai támogatásának és az óvatos külpolitikának köszönhető. A Transparency International szerint Botswana a legkevésbé korrupt ország Afrikában. A Világgazdasági Fórum 2008-as versenyképességi ranglistáján Botswana az 56. helyet érte el - megelőzve Magyarországot -, a 2009-es listán azonban visszacsúszott a 66. helyre.
A gyémánt (az ipari gyémánt termelésében Ausztrália után a világon a második helyen áll, az ékszergyémántéban néhány éve az első) mellett - melynek bányászata Orapa (1967), Letlhakane (1977) és Jwaneng (1982) térségében folyik - egyéb jelentősebb ásványkincsei a mangán és az arany.
Selebi-Pikwében nikkel- és rézérc található. Kisebb mennyiségben előfordul még szén, kobalt, azbeszt, fluor, vas, ezüst és urán is.
A bányavidékek és a népesebb települések a keleti országhatáron találhatóak.
Napjainkban problémát jelent a vízellátás a lakosság növekedése, a bányászat igényei és a megnövekedett turizmus miatt (főleg Maun környékén).

### Gazdasági ágazatok
Botswana bruttó nemzeti termékének 3%-a a mezőgazdaságban és erdészetben, 55%-a az iparban, 43%-a a szolgáltatások területén jön létre. Az afrikai viszonyokhoz mért kedvező gazdasági helyzetét két, erősen exportorientált ágazatnak, a bányászatnak és a szarvasmarha-tenyésztésnek köszönheti.

#### Mezőgazdaság
A Kalahári bokros-füves pusztáin kecske- és juhtenyésztés jellemző, valamint sok nemzeti park és vadrezervátum található ott.
Az ország területének 2,3%-át szántóföldek, 73,3%-át legelők, 1,6%-át erdők foglalják el; a terméketlen területek aránya 22,8%.
A keleti országhatáron a kukorica, a köles, a hüvelyesek, a banán, a dohány és az olajnövények termesztése biztosítanak munkát a mezőgazdaságban.
Jelentős, mintegy 4 milliós szarvasmarha-állománnyal rendelkezik.

#### Ipar
Feldolgozó ipar az országban alig van. A megtalálható ipari üzemek főként a mezőgazdaság terményeit dolgozzák fel. Kukoricamalmok, sörfőzdék mellett a vágóhidak, a hús- és tejüzemek a keleti országhatár menti városokba (Gaborone, Francistown, Lobatse) települtek.

#### Kereskedelem
Kivitelében a legfontosabb tétel a gyémánt (60%), jelentősek még az ércek, fémek (réz, nikkel) (15%), az állattenyésztésből származó termékek: az állati prémek, a hús és a tej (10%), valamint a textíliák is kiviteli cikkek közé tartozik.
Az import termékek zöme gép, közlekedési eszközök, olaj és olajszármazékok, fa és papíripari termékek, energia, élelmiszerek.
Főbb export- és importpartnerei 2017-es adatok alapján:
- Export:  Belgium 20,3%,  India 12,6%,  Egyesült Arab Emírségek 12,4%,  Dél-afrikai Köztársaság 11,9%,  Szingapúr 8,7%,  Izrael 7%,  Hongkong 4,1%,  Namíbia 4,1%
- Import:  Dél-afrikai Köztársaság 66.1%,  Kanada 8.3%,  Izrael 5.3%

## Közlekedés

### Közút

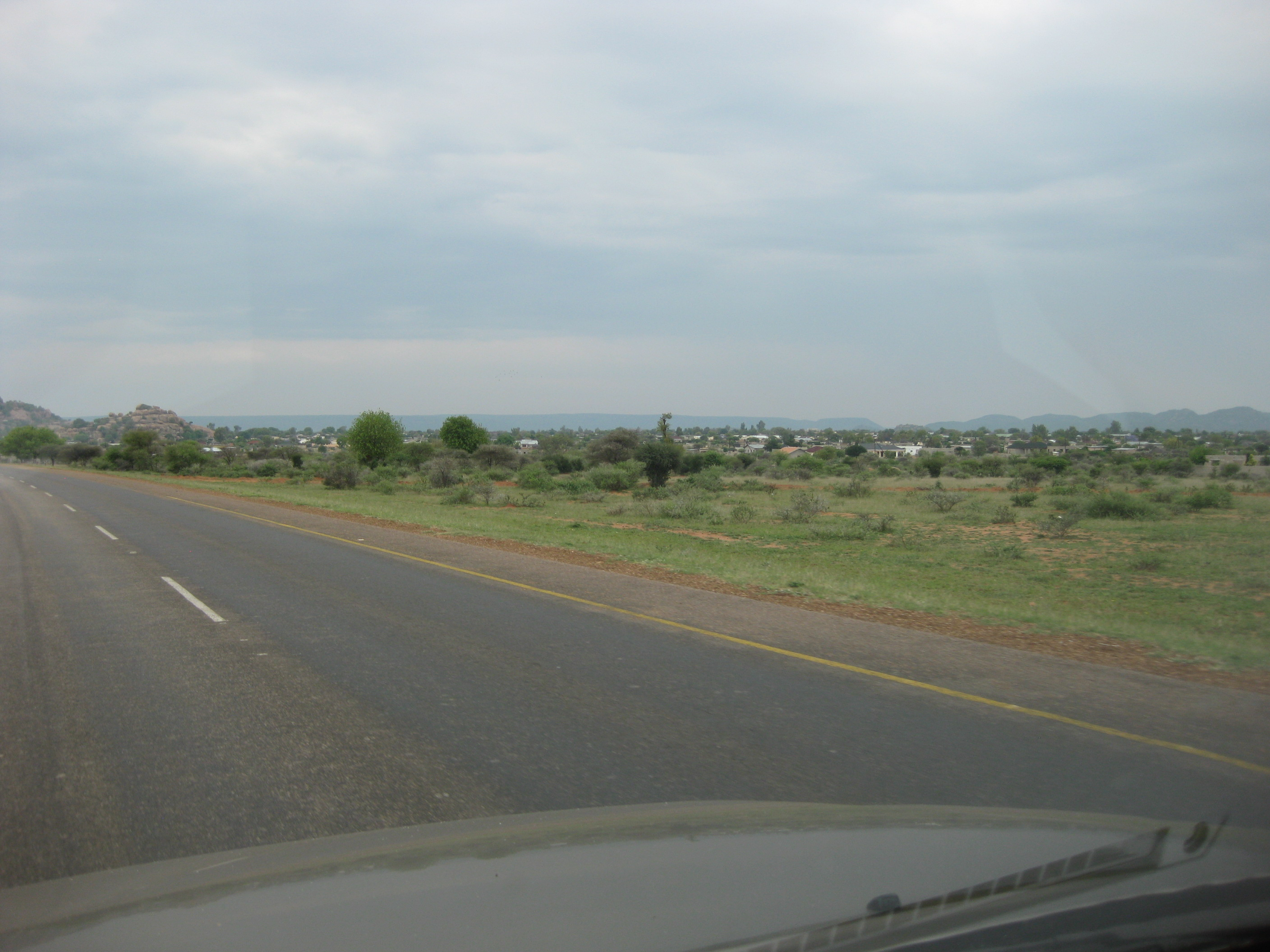
Thamaga főútja az ország délkeleti részén

A nemzetközi utak Botswanában aszfaltozottak és jó állapotúak. Azonban az utakon sokszor megjelennek a vadon állatai (elefánt, antilop stb.), ezért vigyázni kell, hogy milyen sebességgel haladunk. A legfontosabb utak Dél-Afrikába vezetnek. Az utakon „bal oldali közlekedés” van érvényben. A közutak hossza: 20 217 km.

### Vasút

Botswana vasúti térképe

Az ország vasúti társasága a Botswana Railways. Az egyetlen vasútvonal hossza 700 km, ami a Dél-Afrikai Köztársasággal és Zimbabwével teremt kapcsolatot, és az ország keleti részén halad, nagyjából észak-déli irányban.

### Légi
Az országban 4 nemzetközi repülőtér található, a legforgalmasabb Gaboronéban van, ami a nemzeti légitársaság, az Air Botswana bázisrepülőtere is. 
A nemzetközi repülőterei:
- Sir Seretse Khama nemzetközi repülőtér
- Francistowni repülőtér
- Kasanei repülőtér
- Mauni repülőtér

A külföldi látogatók többnyire Maun és Kasane repülőterét használják az országba való belépésre, illetve annak elhagyására.

## Telekommunikáció
| Hívójel prefix | A2, 8O |
| ITU zóna       | 57     |
| CQ zóna        | 38     |

## Kultúra

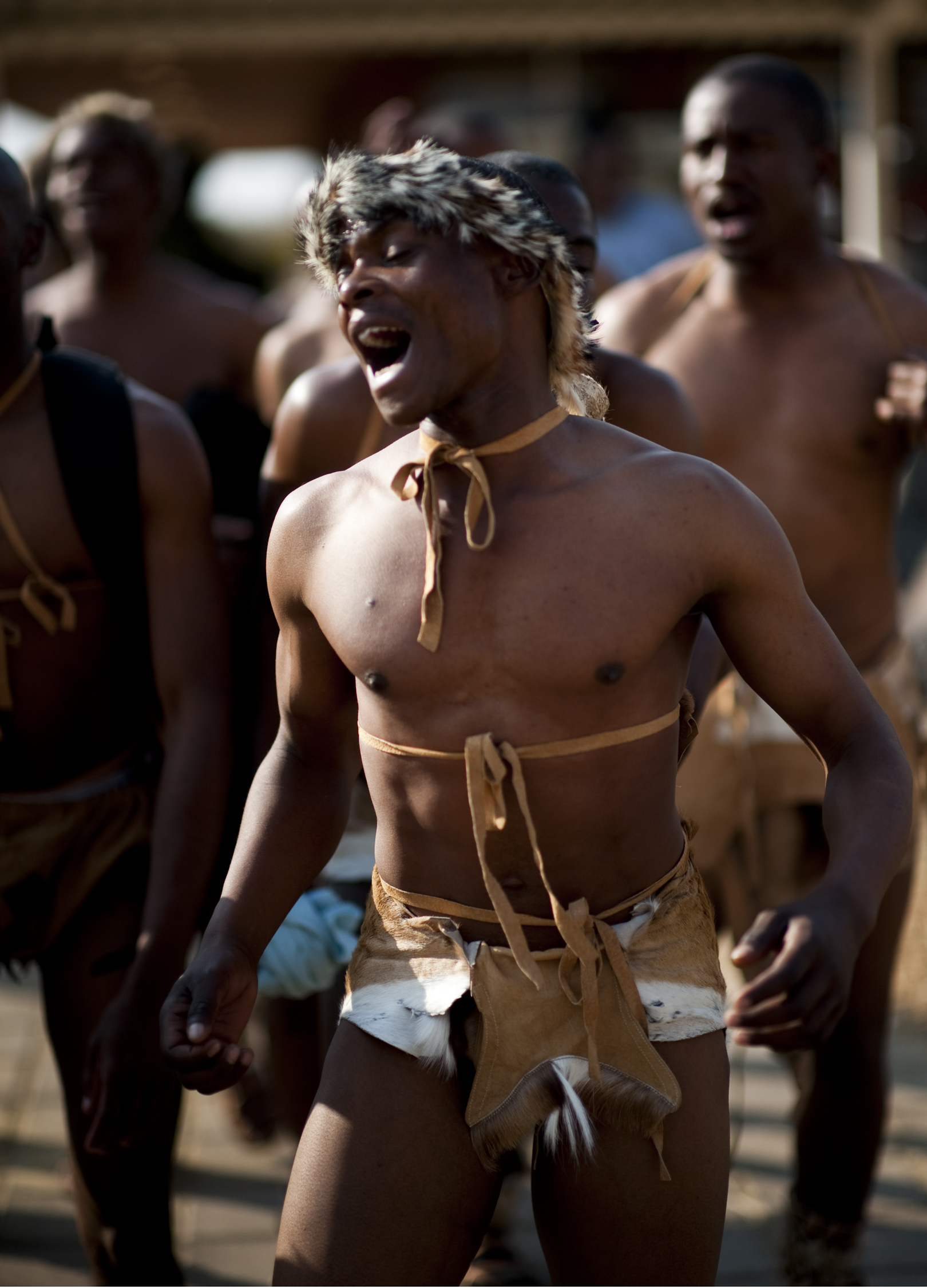
Táncosok egy kulturális rendezvényen

### Oktatási rendszer

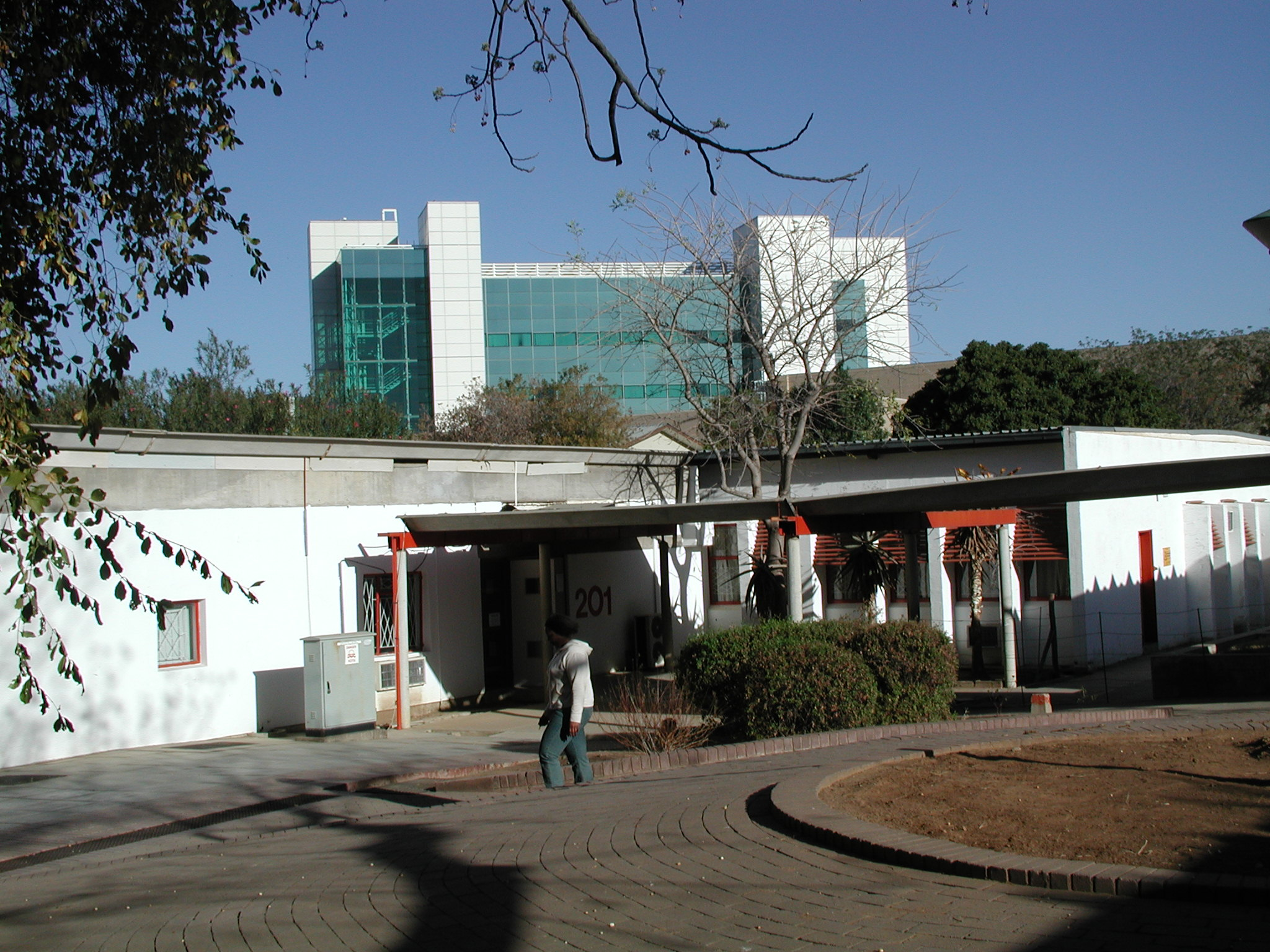
A Botswanai Egyetem régi és új épülete

Az alapoktatás ingyenes, és az analfabétizmus viszonylag alacsony (30%). Az országban négy egyetem található.

### Tudomány
Botswana metrikus rendszert használ.

### Média
Botswanában 2 helyi televízióadó van, az egyik az állami Botswana TV, a másik a kereskedelmi Gaborone Broadcasting Company. Az állam két közszolgálati rádióadót üzemeltet, a Radio Botswana 1-t, és a Radio Botswana 2-t. Az országban összesen 2 napilap jelenik meg, a Daily News és a Mmegi. A Daily News-t az Információs Minisztérium adja ki, és Gaboronéban ingyenesen terjesztik.

### Hagyományok, néprajz
Zene, tánc, irodalom
A természeti környezet megszabja a zene kifejezési lehetőségeit és formáit, hiszen a zeneszerszámok anyaga adott: dobok általában csak az erdős vidékeken vannak, furulyák ott, ahol nád nő, míg a füves síkságokon s a sivatagi vidékeken a kíséret nélküli vokális zene a hagyomány. Leggyakoribbak a húros hangszerek, melyeknek sokféle változata ismeretes. A cvanák híresek furulyazenekaraikról; ezen a hangszeren kizárólag férfiak játszanak. Rituális ceremóniák alkalmából s jeladásra kereplőket és tülköket használnak. Északról hozták be a zanzát. Széles körben elterjedt a gitár; ezzel elsősorban az újabb népdalokat kísérik.
A zene és a tánc Botswanában elválaszthatatlan, jelentésük is ugyanaz a szó: gobina. Az ének és a szóbeli költészet összeolvadt; a cvanák nyelve igen dallamos. Különösen fontos ceremóniákon speciális dicsőítő verseket - lebokákat - adnak elő. Nemzetközi hírnévnek örvend a Dél-Afrikai Köztársaságból származó írónő, Bessie Head (1937–1984), aki Botswanában élt száműzetésben; művei elsősorban a botswanai nők problémáival foglalkoznak.

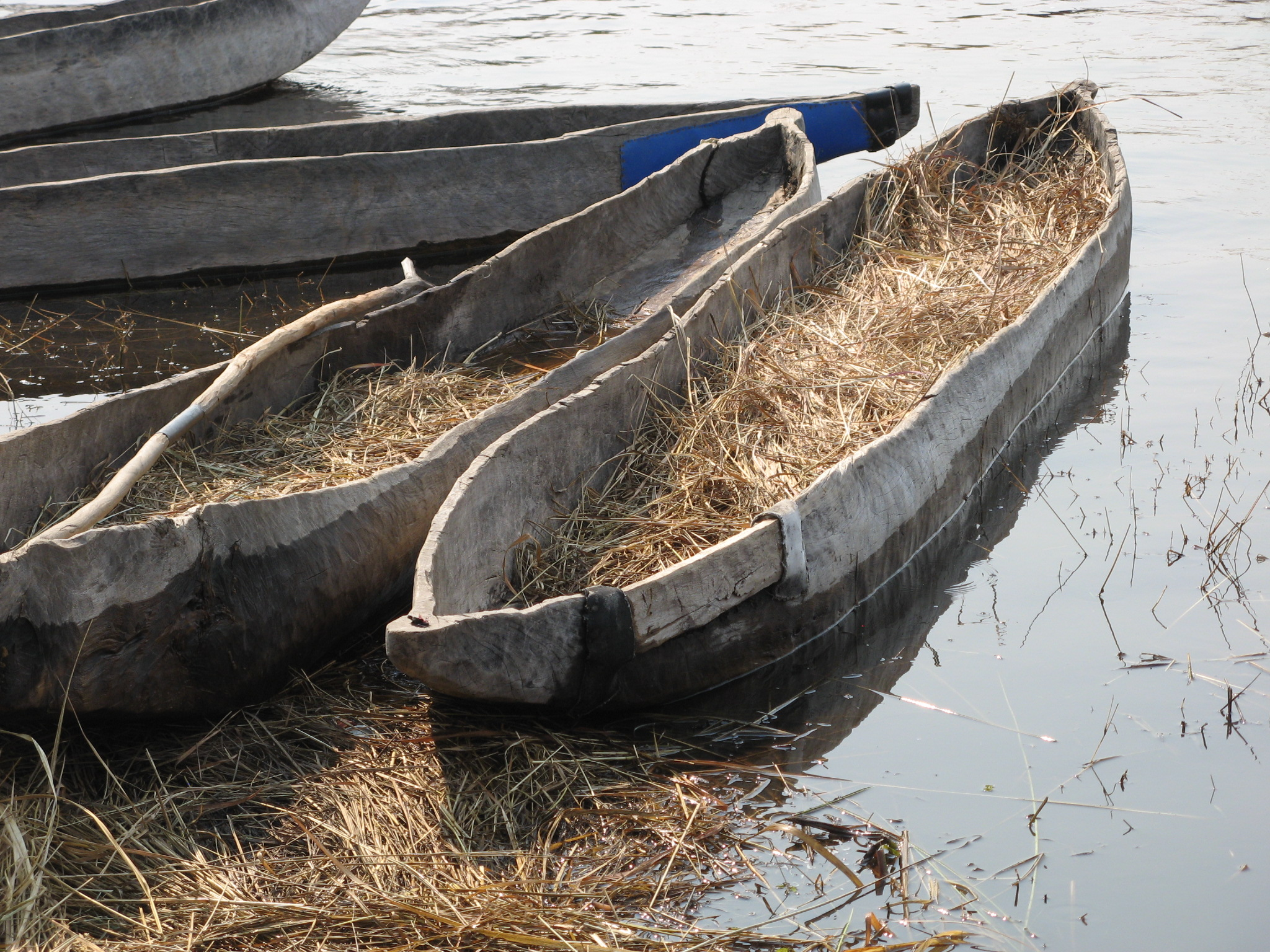
Makorók, egyetlen fából (kolbászfa törzse) kivájt kenuk az Okavango-deltavidékén

### Társadalmi struktúra, szokások
A cvanák településeinek szokatlan jellegzetessége, hogy hatalmas falvakat hoznak létre, ilyen például Serowe vagy Mochudi, amelyek lakossága eléri a 30 000 főt. Régebben minden család három otthont tartott fenn; egyet a faluban, egyet a családi föld mellett, a falutól akár 45 km távolságra, és egy harmadikat a távoli marhalegelőkön, ahol a fiatal férfiak az év legnagyobb részét töltötték.
A falu központja a kgotla, a gyűlés helye, ahol a főnök és a vezetők meghatározták például a vetés és az aratás idejét. A szegényebb háztartások marhákat kérhettek kölcsön a főnöktől: az állatokat ők gondozták, s cserébe megkapták az első borjút. Napjainkban a főnökök hatalma már gyengül, mivel egyre többen hagyják el a falvakat, hogy földjeik mellé költözzenek. Ennek részben a növekvő népesség fokozódó élelemigénye az oka, de talán az a megfontolás is, hogy így a főnök hagyomány adta jogával élve nem foghatja ingyenmunkára őket.
A kiszámíthatatlan esőzés miatt a családok kénytelenek más jövedelemforrásokat is keresni - sört főznek, kereskednek vagy házépítést vállalnak. Ennek ellenére a lakosság 70%-a még mindig falvakban él, és Botswana földterületeinek többsége még mindig törzsi tulajdonban van - ez azt jelenti, hogy a főnök osztja szét a területeket, és ő gondoskodik arról is, hogy ne forduljon elő túllegeltetés.

### Gasztronómia
Ősi hagyománya van a botswanai konyhán a görögdinnyének, amiről erre úgy tartják, hogy Botswanából származik. A dinnye nagyon fontos vízforrás, sőt az emberek több vadontermő fajtáját is fogyasztják.
Fő alapanyagok a helyből származó marhahús, kecskehús, juh, baromfi, a mopane lepke (Gonimbrasia belina) hernyója és a hal. Frissítőket házilag készítenek görögdinnyéből, marulából és szárított, majd porrá tört gyömbérből.
A bogobe jwa lerotse nevű különlegesség általában lakodalmi fogás, ami főtt ciroklisztből és görögdinnyéből áll. A dinnyét rendszerint savanyú tejben készítik elő.
Az ételek hagyományos tartósítása Botswanában professzionális módon történik. A leggyakoribb mód a szárítás és a főzés. Előbbi esetében a húst mindig vékony csíkokra vágják, hogy minél hamarabb kiszáradjon. Egyes törzseknél a mokungwana nevű szárított húst állítják elő, amelynek lényege, hogy a nyers húst egy kicsit hagyják rothadni, s csak utána szárítják meg.
A zöldségek közül a második legfontosabb a bab. Az országban sokféle babot termesztenek. A fő gabonafélék a cirok és kukorica, míg a búzát, rizst és más gabonaféléket importálják. A helyben termelt zöldségek közül fontosak még a spenót, sárgarépa, káposzta, hagyma, burgonya, paradicsom, édesburgonya és saláta. Szezonálisan nagy szerep jut a vadon termő növényeknek is, mint az okra vagy a disznóparéj. Sok vadon termő vagy házilag termelt zöldséget tartósítás céljából gyakran szárítanak vagy sóznak. A szárított zöldségek főzésének számos módja van Botswanában.

## Turizmus

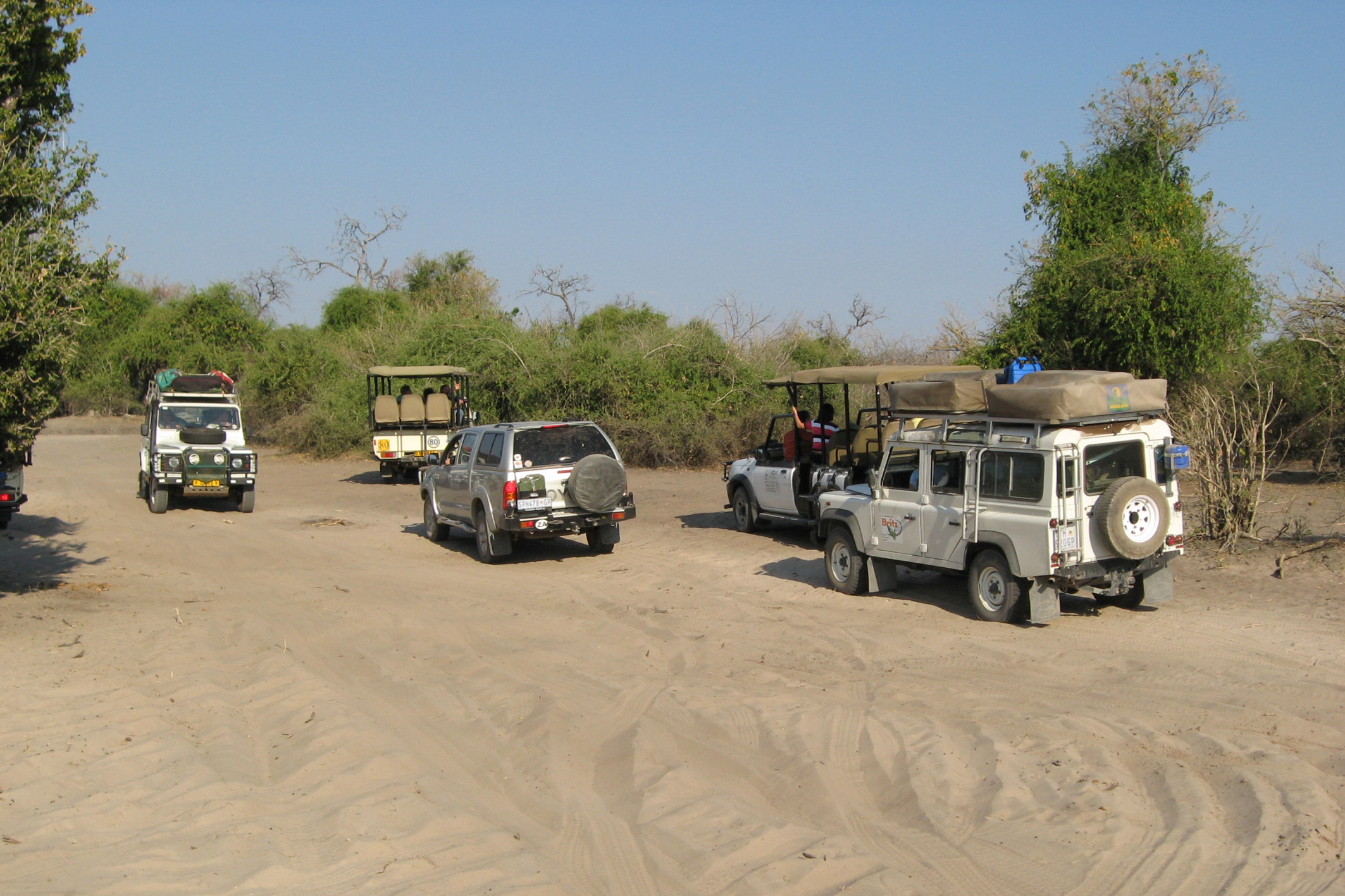
Turisták egy nemzeti parkban

Az ország a nagyobb költségvetésű, kisebb létszámú turizmusra rendezkedett be.
A fő turistaszezon télen van, ami májustól augusztusig tart, amikor a nappalok kellemesen melegek, az éjszakák gyakran hűvösek. Európai igényeknek megfelelő szállodák és motelek a nagyobb városokban találhatók. Akadnak szafari táborok is.
Az állatok ilyenkor kevéssé távolodnak el a vízforrásoktól, így megfigyelésük könnyebb. Egyes turista helyszínek zsúfoltak lehetnek, főleg július-augusztusban.
Nyáron (októbertől áprilisig) a vadvilágot nehezebb megfigyelni, és az esőzések a földutakat járhatatlanná tehetik. A hőmérséklet elérheti a 40 °C-t.
A szállodák, kempingek, szafarik, belföldi repülőjáratok, étkezések, alkoholok árai viszonylag magasak, megfelelnek az európai vagy észak-amerikai áraknak.
A boltok, üzletek, hivatalok általában reggel 8 és délután 17 óra között tartanak nyitva, délben 1-2 órás ebédszünetet tartva.
Botswana egyik hivatalos nyelve az angol.
Javasolt oltások Botswanába utazóknak:
- Hastífusz
- Hepatitisz A (magas a fertőzésveszély)
- Hepatitisz B (magas a fertőzésveszély)

Javasolt oltás bizonyos területekre utazóknak:
- Veszettség

Malária elleni gyógyszer. (Namíbia- Zambia- Zimbabwe és Botswana határain nagy a kockázata a fertőzésnek)
Kötelező oltás, ha fertőzött országból érkezik/országon át utazik valaki:
- Sárgaláz

Főbb látnivalók:
- Okavango Delta
- Chobe Nemzeti Park
- Central Kalahari Game Reserve
- Makgadikgadi Pans & Nxai Pan Nemzeti Park

## Sport

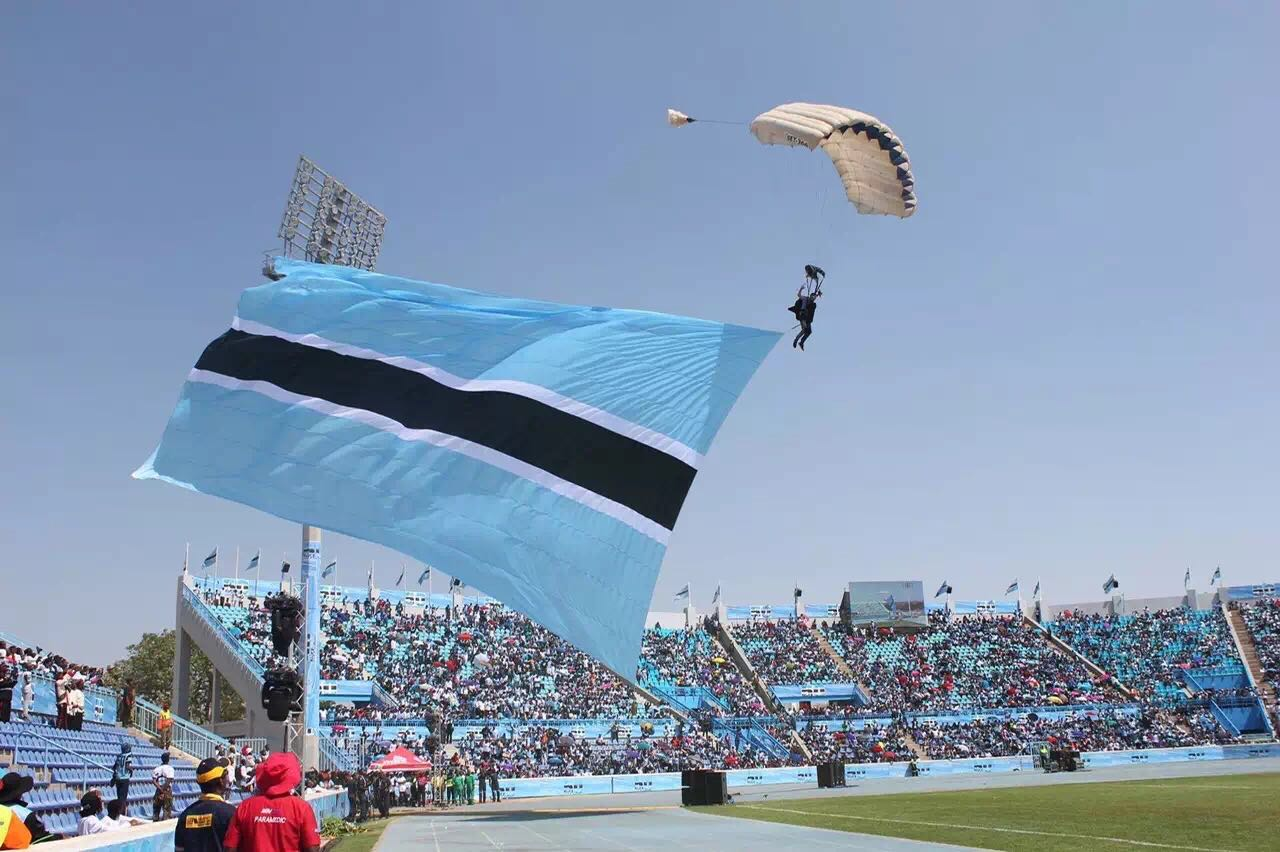
A nemzeti stadion ünnepség idején

Botswana eddig egy érmet nyert az olimpiai játékok során.
A Botswanai labdarúgó-válogatott eddig még nem ért el kiemelkedő eredményeket, egyedül a 2012-es afrikai nemzetek kupájára sikerült bejutnia.

## Ünnepek
| Dátum             | Elnevezés             | Helyi név              | Megjegyzés                       |
| ----------------- | --------------------- | ---------------------- | -------------------------------- |
| Január 1.         | Újév                  | Ngwaga o mosha         |                                  |
| mozgóünnep        | Nagypéntek            | Labotlhano yo o molemo |                                  |
| mozgóünnep        | Húsvéthétfő           |                        |                                  |
| Május 1.          | A munka ünnepe        |                        |                                  |
| mozgóünnep        | Mennybemenetel        | Tlhatlogo              |                                  |
| Július 1.         | Sir Seretse Khama-nap |                        | Az ország első elnökének a napja |
| Július (3. hétfő) | Elnöki nap            |                        |                                  |
| Szeptember 30.    | Függetlenség napja    | Boipuso                |                                  |
| December 25.      | Karácsony             | Keresemose             |                                  |
| December 26.      | Karácsony 2. napja    |                        |                                  |